# Брзећка река
Брзећка река је десна притока Расине у коју се улива код Бруса, дужине око 20km. Извориште се формира у подножју Вучака (1.196 м.н.в), Јарма (1.788 м.н.в.) и Леденица (1.870 м.н.в).
Низводно од Гавранца (1.444 м.н.в.) постаје позната као Брзећка река, прима са обе стране тока бројне, али слабоводне притоке: Сребрначка река (Паљевштица), Бојачинац, Кочинска река (леве притоке); Бела река и Козји поток (десне притоке). Део тока низводно од ушћа Беле реке у Брзећу, некад је био познат по воденицама. Шест их је остало, а три су у потпуности очуване. Низводно од Грашеваца до ушћа у Расину зову је још и Грашевачком реком.
Већ од изворишта, Брзећка река отпочиње са усецањем клисуре, која код Гвосца достиже дубину од 450m. Клисура Брзећке реке има правац пружања од запада ка истоку, а почиње дубоким усецањем од самих изворишта, те врло брзо достиже дубину од 300m. Од ових вредности значајно не одступа до 1,5km пред Брзеће. На 3km од извора, дно клисуре се са 1.850 м.н.в. спушта на 1.100 м.н.в., те пад износи 25%. Клисура је асиметричног профила, са стрмијом левом страном код Белих стена, код Метођа је прилично разбијена услед крашког рељефа. Обрасла је густом четинарском шумом и тешко је проходна ван стаза.